# تركان خاتون
تركان خاتون كانت سلطانة خوارزمیة من قبيلة القانقلي وأم السطان محمد خوارزم شاه الثاني.
غادرت تركان خاتون عاصمة خوارزم غرغانج قبل سقوطها أثناء الغزو المغولي لخوارزم، مع كل كنوزها وأموالها الملكية، ولجأت إلى حصن في لاريجان. وحاصر المغول الحصن في بداية سنة 617 هـ، واستسلم الحصن بسبب نقص المياه. أرسل المغول تركان خاتون إلى جنكيز في طالقان بخراسان. جنكيز نفى خاتون إلى صحراء قره قورم (شمال شرقي بحر قزوين)، وظلت ترکان خاتون في السجن حتى وفاتها في سنة 630 هـ.